# Callyspongia murex
Callyspongia murex är en svampdjursart som beskrevs av Kazuo Hoshino 1981. Callyspongia murex ingår i släktet Callyspongia och familjen Callyspongiidae. Inga underarter finns listade i Catalogue of Life.